# Backspace Unwind
 Backspace Unwind  è il sesto album discografico del gruppo musicale inglese Lamb, pubblicato il 10 ottobre 2014.

## Tracce
1. In Binary – 5:16
2. We Fall In Love – 5:13
3. As Satellites Go By – 4:18
4. Backspace Unwind – 4:09
5. Shines Like This – 3:08
6. What Makes Us Human – 4:16
7. Nobody Else – 4:34
8. Seven Sails – 3:47
9. Doves & Ravens – 5:39
10. Only Our Skin – 4:18